# Ophryops pallidus
Ophryops pallidus là một loài bọ cánh cứng trong họ Cerambycidae.